# Ebolowa
Ebolowa je kamerunské město, jež je hlavním městem Jižního regionu a departmentu Mvila. Leží v oblasti tradičně osídlené etnickou skupinou Buluů, která je příbuzná skupiny Ewondo, jež patří do jazykové skupiny Beti.
Území osídlené tímto etnikem bylo na konci 19. století postupně připojováno pod německou koloniální správu. V Ebolowě byla v roce 1899 zřízena německá vojenská posádka. V roce 1913 byli vojáci staženi a okres se stal civilním okresem. Z města se stalo hlavní překladiště kaučuku pro oblast jihozápadního Kamerunu. Ekonomika obce je spjata s produkcí kakaa. Nachází se zde také řada důležitých správních služeb.

## Fotogalerie

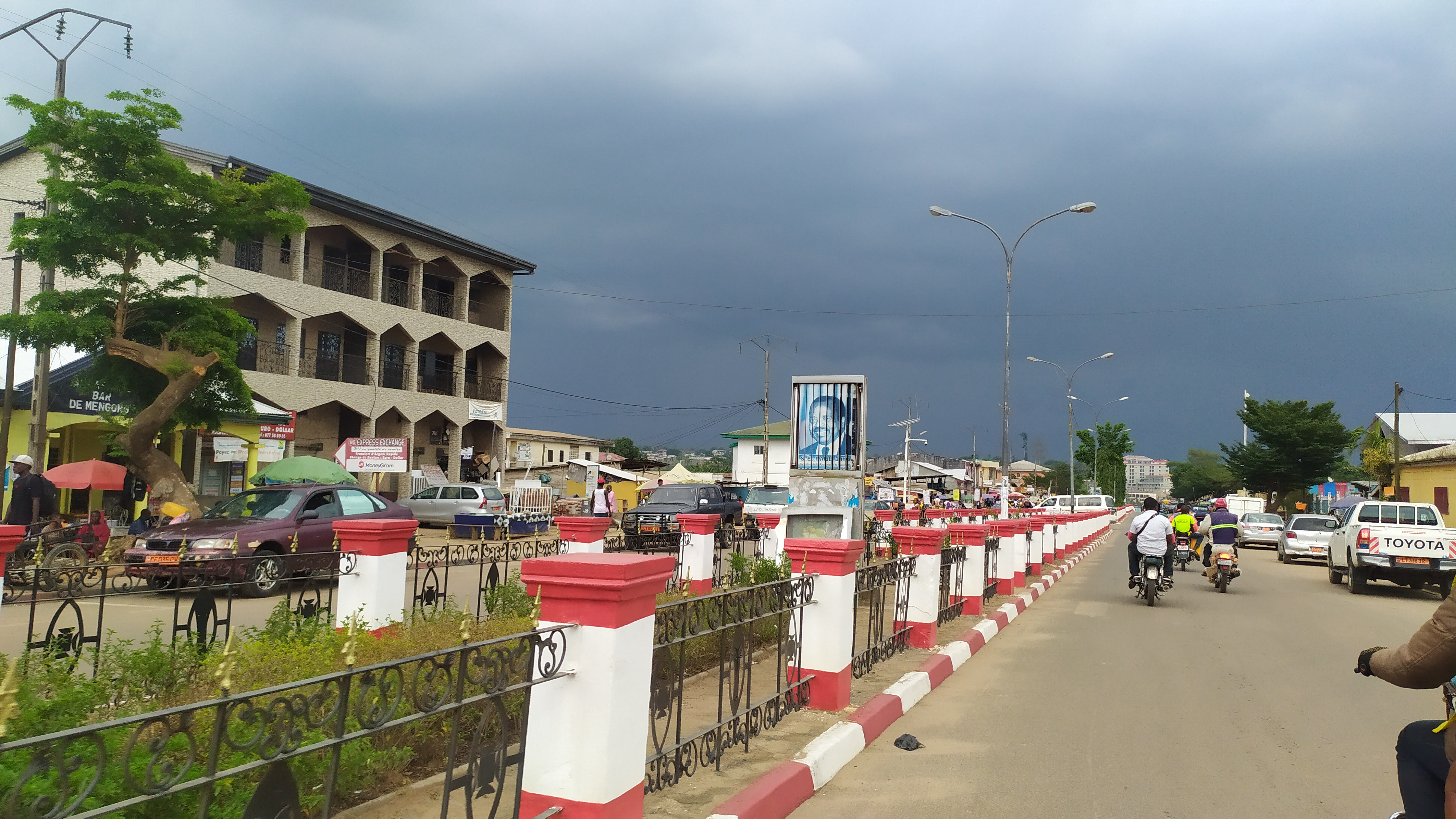
Město Ebolowa
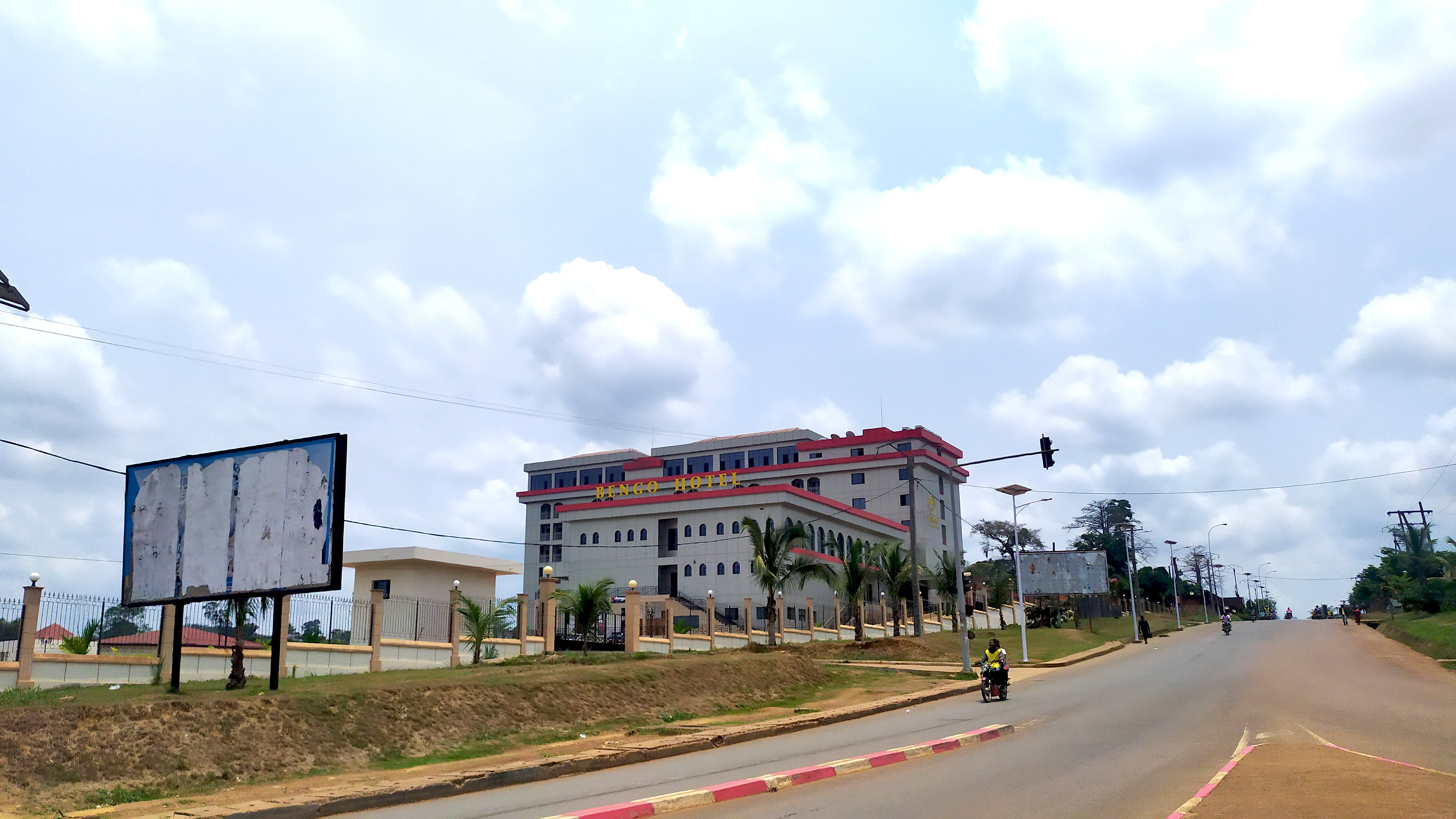
Bengo Hotel
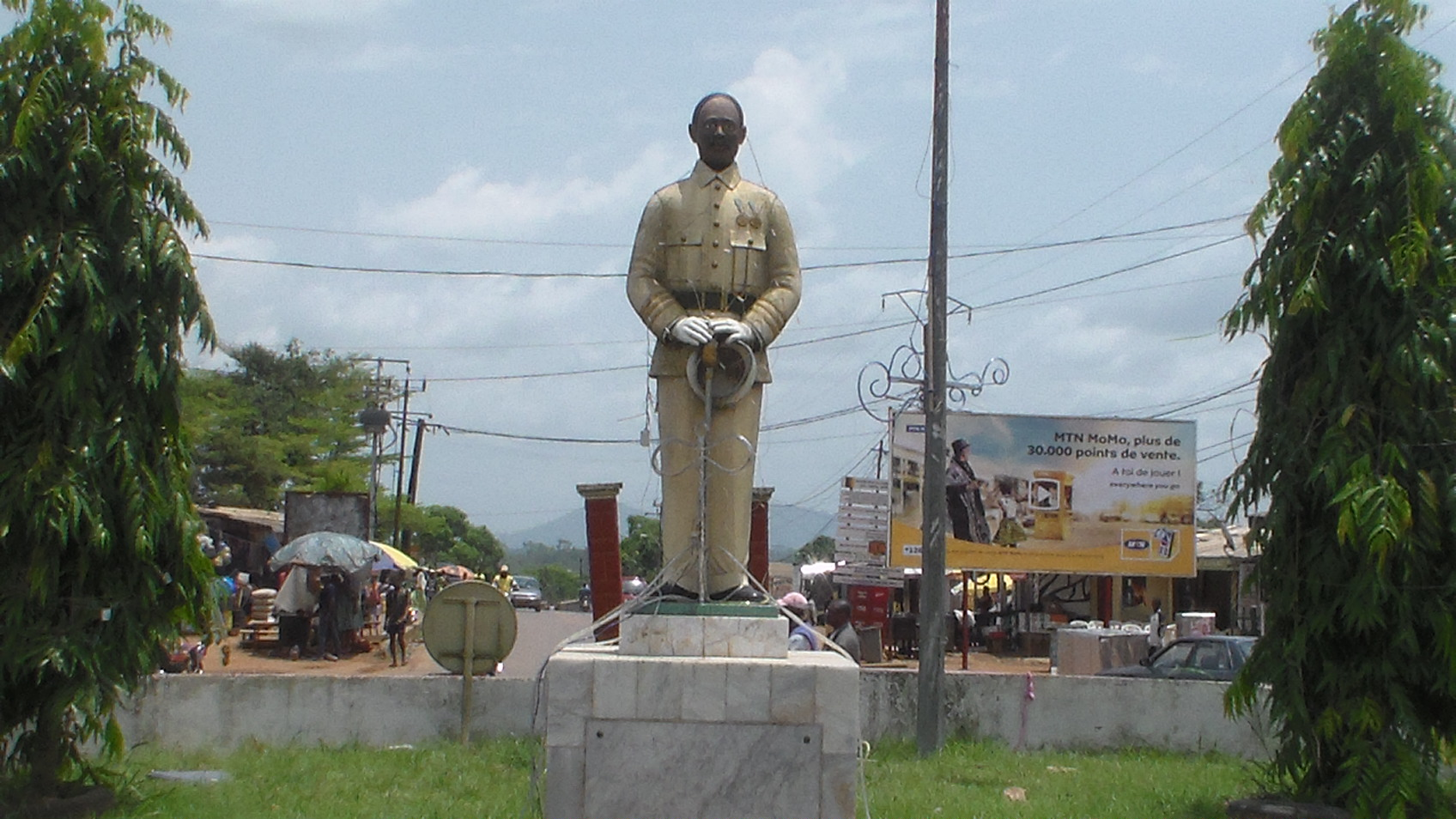
Pomník Martina Paula Samby